# Пантелюк Сергій Васильович
Сергі́й Васи́льович Пантелю́к (1998—2022) — лейтенант Збройних сил України, учасник російсько-української війни.

## Життєпис
Народився 1998 року в селі Бирлівка Вінницької області. З 4-го класу займався греко-римською боротьбою, був кандидатом у майстри спорту України. Закінчив Бирлівську школу; Львівський ліцей з посиленою військово-фізичною підготовкою імені Героїв Крут та Національну академію Сухопутних військ імені Петра Сагайдачного. Завжди був дуже веселим та непосидючим, за це і отримав позивний «Артист».
Після випуску потрапив на службу командиром взводу у 1-шу окрему танкову Сіверську бригаду; вирушив на територію ООС для виконання бойових завдань.
Коли повернувся з ротації, восени 2021 року одружився. Молоде подружжя у 2022-му мало стати щасливими батьками, вони разом обрали ім'я для дитини. Однак почалася повномасштабна війна, Сергій знову опинився на передовій.
25 лютого 2022 року «Артист» встиг востаннє зателефонувати мамі і сказав, що вони успішно б'ють ворогів. Того дня танковий екіпаж Сергія вступив у бій з танковою колоною російських окупантів, які наступали на Чернігівщину біля с. Рівнопілля. Ударною хвилею з танка збило командира роти, Сергій зістрибнув за ним і сам зазнав важкого поранення в ногу. Офіцера встигли доставити до госпіталю, однак вночі 26 лютого о 3:20 він помер. І саме в цей час народилася його єдина донечка, на яку він дуже чекав. 24-річний лейтенант Сергій Пантелюк із позивним «Артист» помер 26 лютого 2022 року, внаслідок важких поранень. Офіцер героїчно відбивав наступ колони російських танків на Чернігівщину.
Поховали Героя в рідному селі на Вінниччині.
Вдома на Сергія чекали батько Василь і мама Світлана Пантелюки, брат, дружина і новонароджена донечка Мілана.

## Нагороди
- Посмертно лейтенант Пантелюк нагороджений орденом Богдана Хмельницького ІІІ ступеня
- Медаль «Захиснику України» (МОУ)
- Медаль «За оборону Чернігова» (посмертно)[3]